# Hatáselv
A fizikában a hatáselv a mozgás természetéről tett állítás, amiből egy erőhatás alatt álló test pályája meghatározható, illetve a kölcsönhatás és átalakulás egyenletei levezethetők. A befutott pálya olyan, amelynek mentén számított hatás stacionárius, azaz a pálya kis odébbtolására nem változik. Így a pályát nem az erőhatásokra bekövetkező gyorsulások alapján próbáljuk felépíteni, hanem a stacionárius hatás alapján próbáljuk kiválasztani a lehetséges pályák közül.
A legáltalánosabban használt elnevezés a legkisebb hatás elve, de tartalmilag ez az elnevezés nem pontos. Az elvet precízebben stacionárius hatás elvének nevezhetnénk, vagy egyszerűen Hamilton-elvnek.
A hatás egy skalármennyiség (egy szám), energia × idő mértékegység dimenzióval. Az elv egyszerű, általános és hatásos elmélet a klasszikus mechanika mozgásainak leírására. A hatáselv kiterjesztése leírja az elektrodinamikát, relativitáselméletet és kvantumelméletet.

## A hatáselv néhány alkalmazása
Bár a klasszikus mechanikában egyenértékű a Newton-törvényekkel, a hatáselv alkalmasabb az általánosításra és fontos szerepet játszik a modern fizikában. Az elv valóban a fizika egyik nagyszerű általánosítása. Különösen a kvantummechanikában lehet értékelni és legjobban megérteni. A kvantummechanika Richard Feynman által felépített útintegrál megfogalmazása a stacionárius hatás elvén alapul. A Maxwell-egyenletek is származtathatók az elvből.
A fizika sok problémája állítható fel és oldható meg a hatáselv formájában, mint például megtalálni a legrövidebb utat a parthoz, hogy elérjünk egy fuldoklót. A dombról lefutó víz a legnagyobb lejtőt keresi, a leggyorsabb utat, egy medencébe folyó víz úgy terül szét, hogy a felszíne a lehető legalacsonyabban legyen. A fény a leggyorsabb utat követi egy optikai rendszeren keresztül (Fermat-elv vagy legrövidebb idő elve). Egy test pályája gravitációs mezőben (azaz szabadesés a téridőben, egy ún. geodézikus vonal) a hatáselv segítségével határozható meg.
A szimmetriák is jobban kezelhetők a hatáselvvel és az Euler–Lagrange-egyenletekkel, amiket szintén a hatáselvből származtatunk. Egy példa erre a Noether-tétel, amelyik kimondja, hogy minden folytonos szimmetria megfelel egy megmaradási törvénynek és megfordítva. Ez a mély kapcsolat megköveteli, hogy a hatáselvet feltételezzük.
A klasszikus mechanikában (nemrelativisztikus, nemkvantumos) a hatás korrekt alakja bizonyítható Newton mozgástörvényeiből. Megfordítva, a korrekt hatásból kiindulva a hatáselv szolgáltatja a Newton-egyenleteket. A hatáselv alkalmazása sokszor egyszerűbb, mint a Newton-törvényeké. A hatáselv egy skalárelmélet, aminek alkalmazásai elemi számításokat igényelnek.

## Történeti összefoglaló
A legkisebb hatás elvét először Maupertuis fogalmazta meg  1746-ban, majd 1748-tól kezdődően Euler, Lagrange és Hamilton fejlesztette tovább. Maupertuis abból az érzésből vezette le az elvet, hogy az Univerzum tökéletessége megkíván egyfajta gazdaságosságot és nem fér össze semmilyen energiapazarlással. A természetes mozgás olyan kell legyen, ami valamilyen mennyiséget minimalizál. Már csak azt kell kitalálni, melyiket. Ő ezt a vis viva-ban, vagy élőerőben találta meg, amit ma mozgási energiának hívunk.
Euler munkájában ("Reflexions sur quelques loix generales de la nature", 1748) elfogadta a legkisebb hatás elvét, a mennyiséget "erőfeszítésnek" hívva. Az ő kifejezése megfelel a helyzeti energiának, azaz a hatáselv a statikában megfelel annak az elvnek, hogy a testek olyan helyzetet vesznek fel, amely minimalizálja a teljes helyzeti energiát.

## A hatáselv a klasszikus mechanikában
Newton mozgásegyenletét számos módon felállíthatjuk. Az egyik közülük a Lagrange-formalizmus vagy Lagrange-mechanika. Ha egy részecske pályáját a {\displaystyle t} idő függvényében {\displaystyle x(t)}-vel, sebességét {\displaystyle {\dot {x}}(t)}-vel jelöljük, akkor a Lagrange-függvény valószínűleg ezek függvénye, beleértve az explicit időfüggést is:
{\displaystyle L[x(t),{\dot {x}}(t),t]}
Az S hatásintegrál a Lagrange-függvény időintegrálja t1 időbeli x(t1) pont és a t2 időbeli x(t2) között: 
{\displaystyle S=\int _{t_{1}}^{t_{2}}L[x(t),{\dot {x}}(t),t]\,dt.}
A Lagrange-mechanikában egy részecske pályáját úgy találhatjuk meg, hogy az erre vett S hatásintegrál stacionárius (minimum vagy nyeregpont). A hatásintegrál egy funkcionál (egy függvénytől – esetünkben x(t)-től – függő függvény). Ha a rendszerben konzervatív erők (potenciállal kifejezhető erők – ilyen például a gravitációs és nem ilyenek a súrlódási erők) hatnak, akkor a mozgási energia és a helyzeti energia különbségeként megválasztott Lagrange-függvény a helyes Newton-törvényekhez vezet. Megjegyezzük, hogy a mozgási és helyzeti energia összege a rendszer teljes energiája.

### Euler–Lagrange-egyenletek
Egy pályamenti integrál stacionárius pontja ekvivalens differenciálegyenletek egy együttesével, amiket Euler–Lagrange-egyenleteknek hívunk. A következőkben láthatjuk ezt, ahol egy koordinátára szorítkozunk az egyszerűség kedvéért. A több koordinátára való kiterjesztés egyértelmű.
Tegyük fel, hogy van egy S hatásintegrálunk L-en ami az időfüggő koordinátától és időfüggő időderiváltjától függ (x(t) és dx(t)/dt):
{\displaystyle S=\int _{t_{1}}^{t_{2}}\;L(x,{\dot {x}})\,dt.}
Tekintsünk egy másik x1(t) görbét (pályát), ami ugyanabban a pontban kezdődik és végződik, mint az első görbe, és tegyük fel, hogy a két görbe közötti távolság mindenhol kicsi: ε(t) = x1(t) – x(t) kicsi. A kezdő- és végpontban ε(t1) = ε(t2) = 0.
Az első és második görbe mentén vett integrálok különbsége (amit S variációjának hívunk):
{\displaystyle \delta S=\int _{t_{1}}^{t_{2}}\;\left[L(x+\varepsilon ,{\dot {x}}+{\dot {\varepsilon }})-L(x,{\dot {x}})\right]dt=\int _{t_{1}}^{t_{2}}\;\left(\varepsilon {\partial L \over \partial x}+{\dot {\varepsilon }}{\partial L \over \partial {\dot {x}}}\right)\,dt}
ahol L-et ε és ε′ szerint első rendben fejtettük ki. Hajtsunk végre parciális integrálást a második tagon és használjuk ki a ε(t1) = ε(t2) = 0 feltételeket:
{\displaystyle \delta S=\int _{t_{1}}^{t_{2}}\;\left(\varepsilon {\partial L \over \partial x}-\varepsilon {d \over dt}{\partial L \over \partial {\dot {x}}}\right)\,dt.}
S minden pontban stacionárius, azaz δ S = 0 minden ε-ra. Megjegyezzük, hogy lehet szó minimumról, nyeregpontról vagy formálisan maximumról is.
δ S = 0 minden ε-ra, akkor és csak akkor, ha:
{\displaystyle {\partial L \over \partial x_{a}}-{d \over dt}{\partial L \over \partial {\dot {x}}_{a}}=0}   Euler–Lagrange-egyenletek
Ahol x-et xa-val helyettesítettük (a = 0,1,2,3), mivel a kapott eredménynek minden koordináta esetén igaznak kell lennie. Ezeket az egyenleteket a variációs probléma Euler–Lagrange-egyenleteinek hívjuk. Az egyenleteknek egy fontos egyszerű következménye, hogy ha L nem függ explicit módon x-től (azaz x ún. ciklikus koordináta), azaz:
ha {\displaystyle {\frac {\partial L}{\partial x}}=0}, akkor {\displaystyle {\frac {\partial L}{\partial {\dot {x}}}}} állandó.
{\displaystyle {\frac {\partial L}{\partial {\dot {x}}}}}-nak konjugált impulzus a neve és ebben az esetben ez megmaradó mennyiség. Ha gömbi polárkoordinátákat használunk (t, r, φ, θ) és L nem függ φ-től, akkor a konjugált impulzus a megmaradó impulzusmomentum. Hasonló módon levezethető, hogy explicit időfüggés hiányában az energia megmaradó mennyiség, de ezt nem nevezhetjük az idő konjugált impulzusának.
A funkcionálanalízis formalizmusában az Euler–Lagrange-egyenletek egyszerűen így fejezhetők ki:
{\displaystyle {\frac {\delta S}{\delta x_{i}(t)}}=0}.

### Példa: Szabad részecske polárkoordinátákban
Triviális példák megtanítanak értékelni a hatáselvet és az Euler–Lagrange-egyenleteket. Egy szabad részecske (m tömeggel) az Euklideszi térben egyenes vonalú egyenletes mozgást végez (v sebességgel). Polárkoordinátákban ez a következő módon mutatható meg. Potenciál hiányában a Lagrange-függvény egyszerűen a mozgási energia:
{\displaystyle {\frac {1}{2}}mv^{2}={\frac {1}{2}}m\left({\dot {x}}^{2}+{\dot {y}}^{2}\right)}
ortonormált (x,y) koordinátákban, ahol a pont a görbeparaméter (általában a t idő) szerinti deriválást jelöl. Polárkoordinátákban (r, φ) a mozgási energia és így a Lagrange-függvény:
{\displaystyle L={\frac {1}{2}}m\left({\dot {r}}^{2}+r^{2}{\dot {\varphi }}^{2}\right).}
Az r sugár és a φ polárszög Euler–Lagrange-egyenletei:
{\displaystyle {\frac {d}{dt}}\left({\frac {\partial L}{\partial {\dot {r}}}}\right)-{\frac {\partial L}{\partial r}}=0\qquad \Rightarrow \qquad {\ddot {r}}-r{\dot {\varphi }}^{2}=0}
{\displaystyle {\frac {d}{dt}}\left({\frac {\partial L}{\partial {\dot {\varphi }}}}\right)-{\frac {\partial L}{\partial \varphi }}=0\qquad \Rightarrow \qquad {\ddot {\varphi }}+{\frac {2}{r}}{\dot {r}}{\dot {\varphi }}=0.}
A két egyenlet megoldása:
{\displaystyle r\cos \varphi =at+b}
{\displaystyle r\sin \varphi =ct+d}
ahol az a, b, c, d konstansok értékét a kezdeti feltételek határozzák meg. A megoldás tényleg egy egyenes vonal, polárkoordinátákban.